# Серсёй
Серсёй (фр. Cerseuil) — коммуна во Франции, находится в регионе Пикардия. Департамент коммуны — Эна. Входит в состав кантона Фер-ан-Тарденуа. Округ коммуны — Суасон.
Код INSEE коммуны — 02152.

## Население
Население коммуны на 2010 год составляло 91 человек.
| 1962 | 1968 | 1975 | 1982 | 1990 | 1999 | 2010 |
| ---- | ---- | ---- | ---- | ---- | ---- | ---- |
| 118  | 81   | 67   | 71   | 72   | 80   | 91   |

## Экономика
В 2010 году среди 65 человек трудоспособного возраста (15—64 лет) 49 были экономически активными, 16 — неактивными (показатель активности — 75,4 %, в 1999 году было 70,2 %). Из 49 активных жителей работали 45 человек (27 мужчин и 18 женщин), безработных было 4 (3 мужчин и 1 женщина). Среди 16 неактивных 5 человек были учениками или студентами, 3 — пенсионерами, 8 были неактивными по другим причинам.